# ARV Almirante Clemente
ARV Almirante Clemente – wenezuelska fregata (początkowo klasyfikowana jako lekki niszczyciel) z okresu zimnej wojny, jedna z sześciu zbudowanych jednostek typu Almirante Clemente. Okręt został zwodowany 12 grudnia 1954 roku w stoczni Ansaldo w Livorno, a w skład Marynarki Wojennej Wenezueli wszedł w grudniu 1956 roku. Jednostka, oznaczona znakami burtowymi D-12 i F-11, zakończyła służbę jako fregata w marcu 1986 roku, kiedy to została przekazana Straży Granicznej. Okręt, oznaczony znakiem GC-11, został wycofany ze służby w 2008 roku.

## Projekt i budowa
Pierwsze trzy fregaty (początkowo klasyfikowane jako lekkie niszczyciele) typu Almirante Clemente zostały zamówione we Włoszech w 1953 roku . Do budowy jednostek dla oszczędności masowych zastosowano na szeroką skalę stopy aluminium, co jednak sprawiło wiele problemów podczas eksploatacji. Okręty miały klimatyzowane pomieszczenia załogi i stanowisko dowodzenia oraz wyposażono je w stabilizatory Denny-Brown .
ARV „Almirante Clemente” zbudowany został w stoczni Ansaldo w Livorno . Stępkę okrętu położono 5 maja 1954 roku, został zwodowany 12 grudnia 1954 roku, a ukończono go w 1956 roku.

## Dane taktyczno-techniczne
Długość całkowita fregaty wynosiła 99,1 metra, szerokość 10,8 metra i zanurzenie maksymalne 3,4 metra . Wyporność standardowa wynosiła 1300 ton, a pełna 1500 ton. Okręt napędzany był przez dwie turbiny parowe Ansaldo-Parsons o łącznej mocy 24 000 KM, do których parę dostarczały dwa kotły Ansaldo-Foster Wheeler . Dwuśrubowy układ napędowy pozwalał osiągnąć prędkość 34 węzłów . Okręt zabierał zapas 350 ton paliwa, co zapewniało zasięg wynoszący 3500 Mm przy prędkości 15 węzłów.
Uzbrojenie artyleryjskie jednostki składało się z dwóch podwójnych zestawów dział uniwersalnych kal. 102 mm Mark XIX L/45, kierowanych radarem . Silne było uzbrojenie przeciwlotnicze, na które składały się dwa podwójne zestawy działek Bofors kal. 40 mm Mark 1 L/60 oraz cztery podwójne zestawy działek automatycznych Oerlikon kal. 20 mm Mark 24 L/70 . Uzbrojenie uzupełniał potrójny aparat torpedowy kal. 533 mm . Broń ZOP stanowiły: dwa 24-pociskowe miotacze Hedgehog oraz cztery miotacze i dwie zrzutnie bomb głębinowych . Wyposażenie radioelektroniczne obejmowało radary SPS-6, SPS-10 i SPG-34 oraz sonar SQS-4 .
Załoga okrętu składała się z 12 oficerów oraz 150 podoficerów i marynarzy.

## Służba

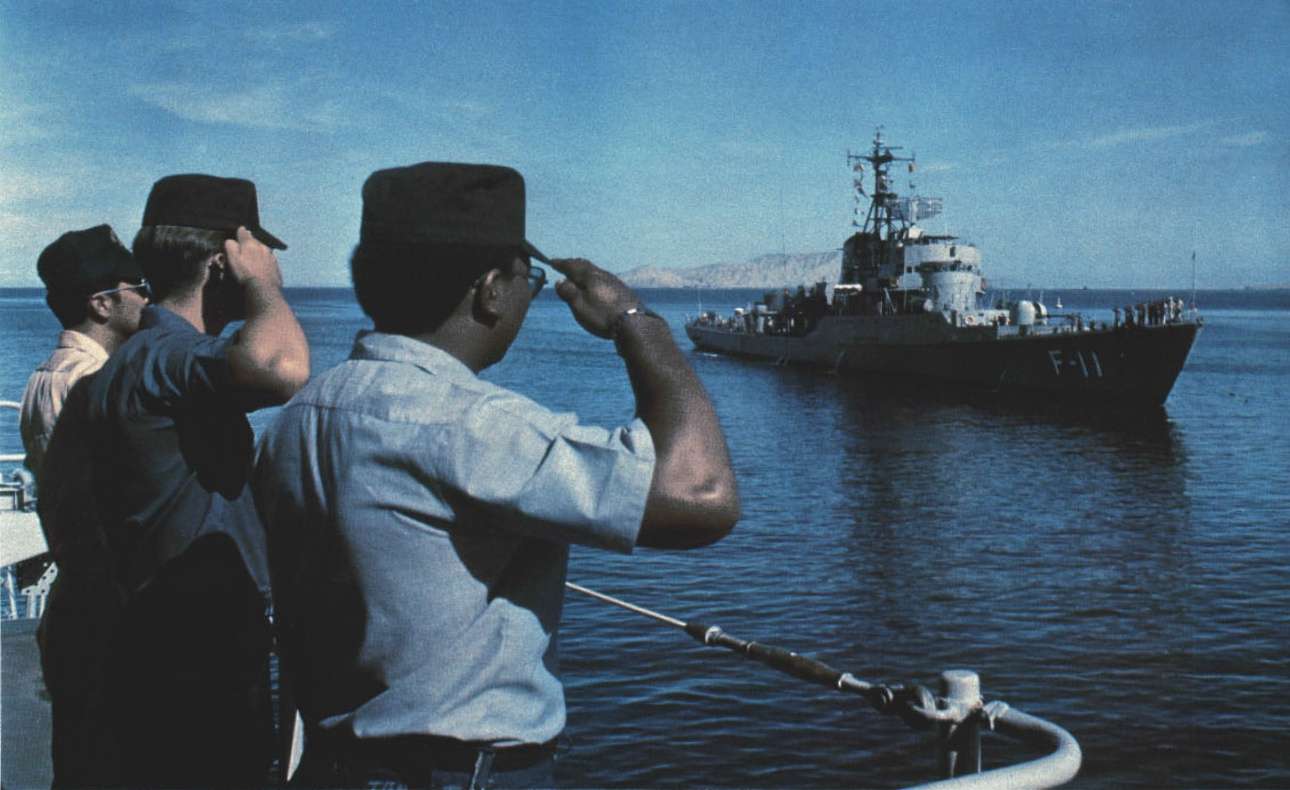
„Almirante Clemente” podczas ćwiczeń Unitas XIX w 1978 r.

4 grudnia 1956 roku okręt został przyjęty do służby w Marynarce Wojennej Wenezueli, otrzymując numer taktyczny D-12 . W kwietniu 1968 roku w brytyjskiej stoczni Cammell Laird rozpoczęto gruntowną modernizację jednostki: zdemontowano oba stanowiska dział kal. 102 mm, montując w ich miejscu dwie pojedyncze armaty OTO Melara kal. 76 mm L/62; usunięto też całość uzbrojenia przeciwlotniczego i torpedowego, zastąpionego przez podwójny zestaw działek kal. 40 mm Breda-Bofors L/70 i dwie potrójne wyrzutnie torped kal. 324 mm . Okręt otrzymał też nowe wyposażenie radioelektroniczne, na które składały się radary Decca 1226, Plessey AWS-2 i Selenia RTN-10X oraz sonar Plessey MS-26 . W lutym 1975 roku „Almirante Clemente” rozpoczął próby morskie po zakończeniu przebudowy; w tym roku numer taktyczny fregaty został zmieniony na F-11 . W latach 1984–1985 we Włoszech dokonano instalacji nowych jednostek napędowych: dwóch silników wysokoprężnych GMT 16-645 E7CA o łącznej mocy 6000 KM, przez co prędkość maksymalna zmalała do 22 węzłów.
W marcu 1986 roku „Almirante Clemente” został przekazany Straży Granicznej, otrzymując oznaczenie GC-11 . Jednostka została wycofana ze służby w 2008 roku, stając się źródłem części zapasowych dla ostatniej pozostałej w służbie fregaty tego typu – „General José Trinidad Moran”.